# Otto F. Kernberg
Otto Friedemann Kernberg (n. Viena, Austria el 10 de septiembre de 1928) es un psiquiatra y psicoanalista estadounidense de origen austríaco, cuya formación profesional transcurrió en Chile.

## Biografía
Otto F. Kernberg, de origen judío, tuvo que emigrar con su familia en 1939, tras la anexión de Austria en la época del nacionalsocialismo. La familia llegó a Chile, donde primeramente Kernberg estudió biología y luego medicina en la Universidad de Chile, especializándose en psiquiatría, para finalmente formarse como psicoanalista. En 1959 llegó a Estados Unidos, dentro de los marcos de una beca de la Fundación Rockefeller y realizó investigaciones en psicoterapia en el Hospital Johns Hopkins en conjunto con Jerome Frank.
Más tarde fue nombrado médico jefe del Centro Médico Cornell del Hospital de Nueva York y profesor de Psiquiatría en la Facultad de Medicina de la Universidad de Cornell. Es a su vez analista didáctico y supervisor de la Clínica Psicoanalítica de Entrenamiento e Investigación de la Universidad de Columbia, miembro docente del Instituto Psicoanalítico de Nueva York y asesor ejecutivo de la Asociación Psicoanalítica de Estados Unidos.

## Obras
- Controversias contemporáneas de las teorías psicoanalíticas, sus técnicas y aplicaciones. México: Manual Moderno. 2007. ISBN 978-970-729-282-6.
- Agresividad, narcisismo y autodestrucción en la relación psicoterapéutica. México: Manual Moderno. 2005. ISBN 978-970-729-137-9.
- Desórdenes fronterizos y narcisismo patológico. Barcelona: Editorial Paidós. 2001. ISBN 978-84-493-1051-5.
- Ideología, conflicto y liderazgo en grupos y organizaciones. Barcelona: Editorial Paidós. 1999. ISBN 978-84-493-0708-9.
- La teoría de las relaciones objetales y el psicoanálisis clínico. México: Editorial Paidós. 1998. ISBN 978-968-853-091-7.
- La agresión en las perversiones y en los desórdenes de la personalidad. Buenos Aires: Editorial Paidós. 1997. ISBN 978-950-12-4179-2.
- Relaciones amorosas. Buenos Aires: Editorial Paidós. 1997. ISBN 978-950-12-4190-7.
- Trastornos graves de personalidad. México: Manual Moderno. 1992. ISBN 978-968-426-418-2.